# Jacques Delaporte
Pour les articles homonymes, voir Delaporte.
Ne doit pas être confondu avec Jacques Delaporte (musicien).
Jacques Delaporte, né le 11 octobre 1926 à Roye-sur-Matz (Oise) et mort le 21 novembre 1999 à Jérusalem, est un évêque français qui fut archevêque de Cambrai. Il était officier de la Légion d'honneur.

## Devise
« Ce n'est pas nous que nous prêchons, mais le Christ Jésus, le Seigneur. Nous ne sommes, nous, que vos serviteurs pour l'amour de Jésus. » (2Co 4,5)

## Biographie
Diplômé d'HEC, licencié en droit et en théologie (à l'Université pontificale grégorienne), il est ordonné prêtre le 25 juillet 1955 pour le diocèse de Beauvais.
D'abord aumônier diocésain de l'Action catholique générale de 1955 à 1962, il devient aumônier national de l'ACGF (Action catholique générale féminine) à Paris de 1962 à 1969.
Il est nommé curé de la paroisse Saint-Jean-Baptiste de Beauvais de 1969 à 1971 puis curé-archiprêtre de Compiègne où il est responsable pastoral de l'agglomération de 1971 à 1976. Nommé évêque auxiliaire à Nancy le 22 juin 1976, il est ordonné évêque le 9 octobre 1976 par Jean Bernard, évêque de Nancy et Toul.
Il prend possession du siège d'archevêque de Cambrai le 25 avril 1980, succédant à Henri-Martin Félix Jenny, ce dernier ayant atteint la limite d'âge de 75 ans.
Responsable du service Incroyance Foi de 1979 à 1982, il préside la commission épiscopale des Migrations de 1982 à 1988, puis dirige la commission Justice et Paix de 1988 à 1999. À l'installation de Delaporte, le diocèse de Cambrai se composait de 459 paroisses, avec un effectif actif total de 465 prêtres. 
Les deux décennies qui suivirent furent marquées par le souci du nouvel archevêque d’opérer un renouvellement diocésain dans le contexte difficile de la fin du XXe siècle.
C’est ainsi que furent successivement mis en place des grands doyennés et surtout des conseils paroissiaux, ainsi que des équipes de secteur, auxquelles allaient bientôt être confiées des missions d’animation pastorale, dans la perspective de paroisses nouvelles, plus adaptées à l’évolution de l’Église. Un synode diocésain fut convoqué en mai 1998 à son initiative, à la suite duquel naquirent un peu partout des « groupes de partage », destinés à manifester une Église de proximité.
Il meurt subitement le dimanche 21 novembre 1999 alors qu'il était en pèlerinage à Jérusalem. Le synode diocésain qu'il avait convoqué un peu plus d'un an auparavant fut, de fait, suspendu avec son décès. 
Il est inhumé dans la crypte des archevêques de la cathédrale de Cambrai.

## Distinctions
- Officier de la Légion d'honneur